# Haugen, Wisconsin
Haugen är en ort i Barron County i delstaten Wisconsin, USA.